# ACF Giugliano Campania
ACF Giugliano Campania – włoski klub piłki nożnej kobiet, mający siedzibę w mieście Giugliano in Campania, na południu kraju.

## Historia
Chronologia nazw:
- 1977: Sporting Club Dressy Giugliano
- 1986: A.C.F. G.B. Giugliano Campania
- 1989: A.C.F. Giugliano Campania

Klub piłkarski Sporting Club Dressy Giugliano został założony w mieście Giugliano in Campania w 1977 roku z inicjatywy byłego piłkarza Armando Russo. W 1977 zespół startował w mistrzostwach regionalnych Serie C. W 1978 zwyciężył w Serie C campana i zdobył promocję do Serie B. W 1980 zajął pierwsze miejsce w grupie C i awansował do Serie A. W sezonie 1989/90 osiągnął pierwszy swój sukces, zdobywając swój pierwszy tytuł mistrzowski oraz Puchar kraju. W następnym sezonie z nazwą A.C.F. Giugliano Campania uplasował się na drugiej pozycji w tablicy ligowej oraz zwyciężył w Pucharze. Jednak potem klub zrezygnował z dalszych występów i został rozwiązany.

## Stadion
Klub rozgrywa swoje mecze domowe na stadionie Alberto De Cristofaro w Giugliano in Campania, który może pomieścić 12000 widzów.

## Sukcesy

### Trofea międzynarodowe
Nie uczestniczył w rozgrywkach europejskich (stan na 01-01-2017).

### Trofea krajowe
- Serie A (I poziom):
  - mistrz (1): 1988/89
  - wicemistrz (1): 1989/90
  - 3.miejsce (2): 1985/86, 1987/88

- Serie B (II poziom):
  - mistrz (1): 1980 (grupa C)
  - wicemistrz (1): 1979 (grupa D)

- Puchar Włoch:
  - zdobywca (2): 1988/89, 1989/90